# Prädominante
Prädominante (von englisch pre-dominant chord) bezeichnet in der Musiktheorie einen Akkord, der in einer Kadenz der Dominante vorangeht bzw. in diese hineinführt. Der Begriff stammt aus der angelsächsischen Musiktheorie, wo er sehr verbreitet ist, und hat sich seit Beginn des 21. Jahrhunderts auch in der deutschsprachigen Musiktheorie etabliert.
William Caplin spricht ausdrücklich von „pre-dominant function“ als einer „harmonischen Funktion“, die neben den Funktionen Tonika und Dominante existiere. Der Begriff bündelt somit Akkorde, die in der Funktionstheorie nach Hugo Riemann als (Variante der) Subdominante oder als Doppeldominante gelten, u. a.:
- Akkorde der II. Stufe in II-V-I
- Neapolitanischer Sextakkord
- Übermäßiger Quintsextakkord

Anders als bei Riemann ist ‚Funktion‘ hier also nicht durch Arten der Klangverwandtschaft bestimmt, sondern durch die Position und Rolle eines Akkords in einem formalen Ablauf. Im folgenden Beispiel (Ludwig van Beethoven, Klaviersonate in f-Moll op. 57, 2. Satz, Anfang) ist die zweite Subdominante (blau) eine Prädominante, die erste (rot) hingegen ein Wechselakkord, der die Tonika prolongiert: